# Paul Hankar

Paul Hankar (Frameries, 11 de diciembre de 1859 - Bruselas, 17 de enero de 1901) fue un arquitecto y diseñador belga. Está considerado, junto con Victor Horta y Henry van de Velde, como uno de los principales estandartes del estilo Art Nouveau a principios del siglo XX.

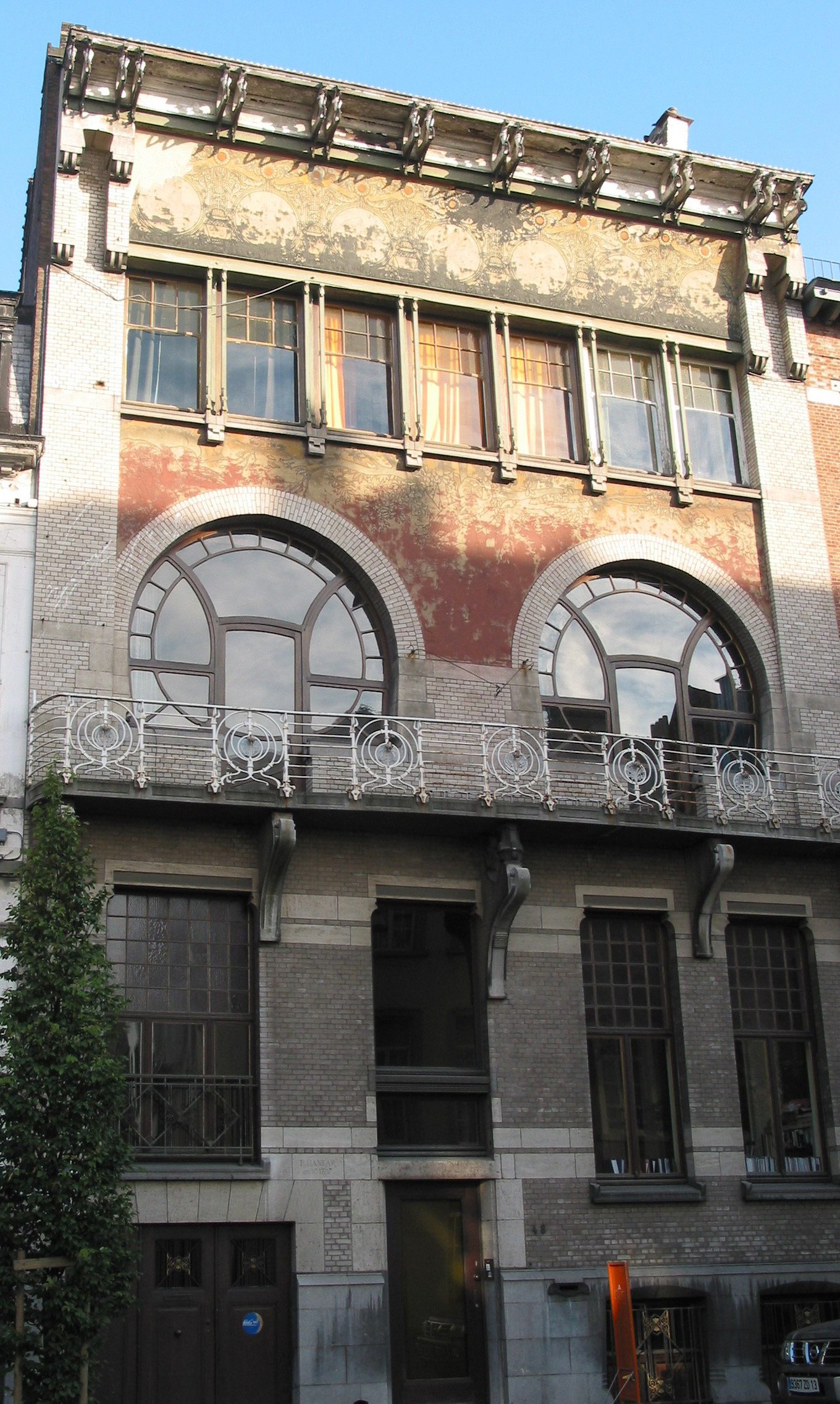
Maison Ciamberlani, Bruselas.

En 1889 recibió el encargo de proyectar el Palacio Chávarri en Bilbao, para el empresario local Víctor Chávarri.  Realizó la casa del pintor Ciamberlani, con piezas acristaladas y gran interés por el cromatismo.